# Louis-Albert Joly de Choin
Pour les articles homonymes, voir Choin.
Louis-Albert de Choin (prononcé Chouin), est né le 22 janvier 1702 à Bourg-en-Bresse et mort le 17 avril 1759 dans son diocèse de Toulon, âgé de 57 ans, est un prélat catholique français du XVIIIe siècle.

## Biographie
Docteur en théologie, il devient vicaire général de l'évêque de Nantes. Il fut nommé évêque de Toulon le 8 juin 1738. Il est l'auteur d'un manuel  des Instructions sur le rituel qui fut imprimé en 1748 et réédité à plusieurs reprises, jusqu'au XIXe siècle. La seconde édition est due à son successeur qui la rendit obligatoire à tous les prêtres de son diocèse et à tous les séminaires, ainsi que l'évêque de Mâcon Gabriel-François Moreau en 1778.

## Sceau
En 1933, un sceau fut découvert à La Valette et fut identifié comme étant celui de Louis-Albert de Choin

## Écrits
- 1748    -  Instructions sur le rituel, première édition en 1748, seconde en 1778, 1788 chez Ples frères Périsse à Lyon, puis une de 1780 chez les frères Périsse à Lyon en 3.vol. In-4°. Par ordre de l'évêque de Toulon, Monseigneur Alexandre de Lascaris de Vintimille et de Monseigneur Gabriel François Moreau, évêque de Mâcon. T.I., 724.p +table. T.II., 782.p.+ table - T.III, 339.p + table +Mandement de Monseigneur l'évêque de Toulon. Une édition en 1819 en 4 volumes à Besançon chez Petit, éditeur, in-8, t.I, 956.p., t.II, 883.p., t.III., 788.p., t.IV, 576.p.+ 94.p suppléments de formules d'instructions et d'exhortations, reliure demi-basane.

## Lettres
- 1748    - Lettre datée du 13 mars 1748. Adressée au clergé de son diocèse, par laquelle il leur adresse la rétractation de l'auteur du livre intitulé: L'Esprit de Jésus-Christ et de l'Église sur la fréquente Communion suivie de la lettre de l'évêque de Nantes; de l'Ordonnace de l'évêque de Toul et de la lettre de l'évêque d'Amiens sur le même sujet[3].
- 1757    - Lettre datée du 26 août 1757. Certificat pour Robion, curé de l'église cathédrale de Toulon. PS, 1.p. in-4, oblong, sceau sous papier[4].